# UZ Fornacis
UZ Fornacis – gwiazda podwójna typu polar, położona w gwiazdozbiorze Pieca, składająca się z czerwonego i białego karła. Obie gwiazdy są znacznie mniejsze od Słońca. Okrążają się wzajemnie po bardzo ciasnej orbicie o promieniu mniejszym od promienia Słońca.
Czerwony karzeł znajduje się na tyle blisko swojego białego kompana, że ten nieustannie ściąga z niego materię, która spadając na powierzchnię białego karła rozgrzewa się do temperatury milionów kelwinów, emitując przy tym promieniowanie rentgenowskie.

## Układ planetarny
W 2011 ogłoszono odkrycie dwóch planet obiegających układ podwójny, mają one masy około 6 i 8 mas Jowisza. Istnienie planety c jest podawane w wątpliwość, gdyż wprawdzie obliczona orbita odpowiada obserwowanym zmianom ruchu gwiazdy podwójnej, ale obecność planety d na ciaśniejszej orbicie sprawia, że staje się ona niestabilna.